# 荣威
荣威（Roewe）是中國上汽集團旗下的汽车品牌，成立於2006年10月，品牌的汽车技术源自早前被上汽收购剩餘資產的英國汽車品牌罗孚，但由于品牌名“罗孚”的使用权已被福特汽车从宝马手中收回合并于荒原路華，無法使用舊有品牌名的上汽選擇推出榮威作為新的自有品牌。荣威的名称寓意是“创新殊荣、威仪四海”。
2020年，荣威品牌正式发布了双重徽标策略，即新的“R”徽标（之后发展为独立品牌飞凡汽车）和“Lion”徽标。
2021 年，该品牌推出了首款轿跑 SUV——荣威菁英， 随后于 2022 年推出混合动力 RX3 Pro 车型，名为 Lomemo。 同年，荣威RX5下一代车型引入了新的设计语言，并发布了高端车型RX9。 2023 年，荣威推出了新车型系列 D7，同时通过逐步淘汰较旧、不太受欢迎的车型来精简其产品组合。

2024年11月，上汽集团乘用车宣布将飞凡汽车品牌并入荣威, 结束了其作为独立品牌的历史。 飞凡将成为荣威旗下的高端电动产品系列。

## 产品

### 目前型號
- D6
- D7
- i5/Ei5
- ei6/i6 MAX
- RX5/eRX5/RX5 Plus
- iMAX8

（部分车型在海外市场以MG品牌名义销售）

### 曾經的型號
- e50
- i6（后改为飞凡ER6）
- Clever
- W5
- 950/e950
- 850
- 750
- 550/e550
- 350
- 360/360 Plus
- Marvel X（后改为飞凡Marvel R）
- RX3
- RX5 Max
- RX8
- RX9
- 鲸